# Economía de Mauritania

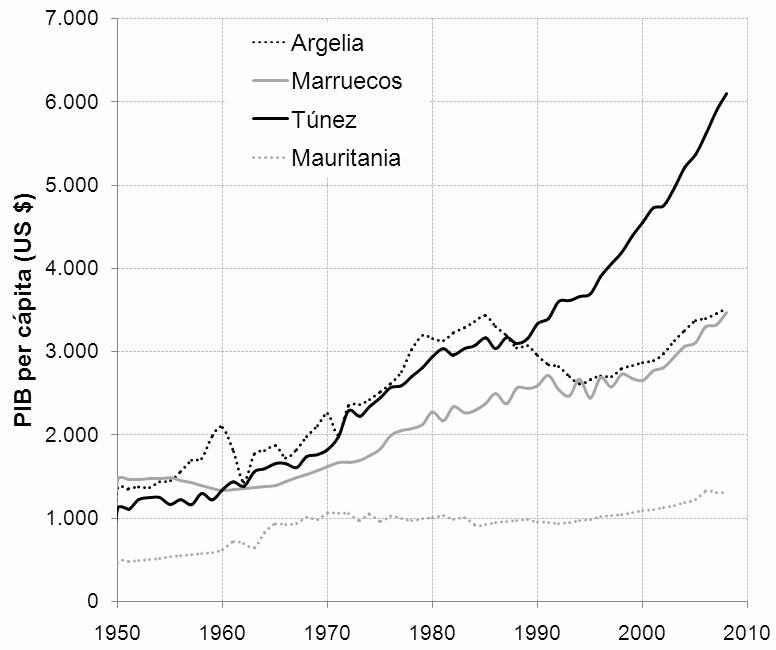
Comparación del PIB per cápita nominal de Argelia, Mauritania, Marruecos y Túnez, durante el, basado en World Population, GDP and Per Capita GDP, 1-2010 AD.

La mayoría de la población de Mauritania todavía depende de la agricultura y la ganadería para su sustento, aunque nómadas y granjeros se ven obligados a menudo a emigrar a las ciudades desde que en la década de los 70 y 80 se acentuaron los procesos de sequía en el Sahel. El 70 por 100 de los alimentos dependen de las importaciones y del Programa Mundial de Alimentos de Naciones Unidas, según datos del 2008.
El país dispone de recursos mineros importantes de hierro que constituyen el grueso de sus exportaciones, así como petróleo. La pesca es un sector fundamental al encontrarse sus costas en una zona muy rica que se extiende hasta las islas Canarias. La explotación de los recursos marítimos por parte de la propia flota mauritana es escasa, y la mayor parte de las extracciones se realizan por barcos procedentes de Japón y la Unión Europea (singularmente España) en virtud de los convenios internacionales firmados. La ausencia de estudios sobre los recursos pesqueros y la sobreexplotación, han hecho disminuir las capturas desde 2000 y amenaza el futuro del sector.
El 22 de junio de 2006 el FMI acordó, dentro de los programas de Alivio de Deuda Multilateral y de la Iniciativa sobre Países Pobres Fuertemente Endeudados, condonar el 100 por 100 de la deuda pendiente por importe de 49 millones de dólares, además de 4 millones de ayuda financiera extra. También el Banco Mundial en enero de 2008 había iniciado un programa de financiación económica del país, tanto la destinada a ayuda alimentaria como 366 millones de dólares para el desarrollo económico y 37 millones para la financiación de un gasoducto.

## Principales recursos económicos

### Gas y petróleo
Se descubrió gas natural al norte del país por la multinacional española Repsol a principios de 2008, quien vendió su participación en el proyecto al grupo alemán RWE Dea. El 17 de febrero de 2006 se inició la explotación de petróleo en los campos de Chingueti de las excavaciones submarinas situadas a setenta kilómetros al oeste de la capital del país con una previsión de 75.000 barriles diarios que podían llegar a 300.000 mil, yacimientos que fueron descubiertos por una empresa australiana en mayo de 2001. Sin embargo después se redujeron las previsiones a 15.000 barriles diarios, explotados por la empresa malaya, Petronas. Desde 2000, hay más de 30 proyectos de exploración, evaluación y desarrollo de pozos.

### Mineral de hierro
La Sociedad Nacional Industrial y Minera (SNIM), cuyo capital es del Estado en un 78 por 100, produjo 11,8 millones de toneladas de mineral de hierro en 2007, con 557 millones de dólares de ventas. Entre las empresas que se encuentran participando en los proyectos junto a la SNIM está ArcelorMittal, la compañía más grande del mundo fabricante de acero, Qatar Steel, y la australiana Sphere Investments. También se creó una sociedad entre la SNIM y China para la explotación de minas a partir de 2010.

### Otros recursos
En    Guelb Moghrein   se producen   aproximadamente   30 000   toneladas  de  cobre; Red Back Mining  explota  oro  donde esperaba  obtener  110 000  onzas  en 2008. Por su parte, Alba Mineral Resources realiza prospecciones en busca de uranio  habiendo declarado que  tenía localizados depósitos  de este  mineral y Rio Tinto Group  explota diamantes.

## Indicadores económicos
Nota: Actualizado en 2008 de conformidad con la información facilitada por CIA - The World Fact Book Archivado el 24 de diciembre de 2018 en Wayback Machine..
- PIB - Producto interior bruto (2002): 9900 millones de $ USA.
- Paridad de poder adquisitivo (2007): 50.947 millones de $ USA
- PIB - Per cápita: 350 $ USA.
- Paridad del poder adquisitivo Per cápita (2007): 2.000 dólares USA
- Inflación media anual (2007): 7'3%
- Deuda externa aprox. (2002): 2.190 millones de $ USA.
- Importaciones (2004): 1.120 millones de $ USA.

- Principales países proveedores: Francia 16.6%, China 8.4%, España 6.7% y Estados Unidos 6.1%.
- Principales productos de importación: Maquinaria y petróleo.

- Exportaciones (2004): 784 millones de $ USA.

- Principales países clientes: China 33.1%, Francia 9.1%, Italia 8.2% y España 8.2%.
- Principales productos de exportación: Mineral de hierro y pescados.

### Estructura del PIB en 2007
Distribución por sectores económicos del PIB total:
Agricultura, Silvicultura y Pesca: 25%.
Industria: 29%.
Industrias manufactureras y minería: (sin datos).
Servicios y construcción: 46%.
- Fuerza laboral (2007): 785.000 personas
- Tasa de desempleo (2007): 20%
- Población por debajo del nivel de pobreza (2004): 40%